# 국력
국력(國力)은 국가 목표를 추구하는 데 있어 국가가 사용할 수 있는 모든 자원의 합계로 정의된다. 정치 조직의 국력을 평가하는 것은 고전 고대, 중세, 르네상스, 그리고 현대에도 이미 관련 있는 문제였다.

## 국력의 요소
국력은 도구 또는 속성이라고도 하는 다양한 요소에서 비롯된다. 이들은 적용 가능성과 기원에 따라 '자연적 요소'와 '사회적 요소'의 두 그룹으로 나눌 수 있다.
- 자연적 요소
  - 지리
  - 자원
  - 인구
- 사회적 요소
  - 경제
  - 정치
  - 군사
  - 심리
  - 정보

## 역량
국력의 개별 요소들의 상호 작용에 따라 국가를 분류하고 국가의 국제 질서에서 지위를 부여하려는 시도가 이루어질 수 있다. 국력의 모든 요소 또는 거의 모든 요소에서 지배적 위치를 차지하는 세계적으로 중요한 국가를 초강대국이라고 한다. 이 용어는 냉전 기간 동안 소련과 미국에 적용되었다. 21세기에는 중화인민공화국에도 점점 더 많이 적용되고 있다. 국가에 대한 다른 지위 분류 용어에는 내림차순 계층 구조에서 세계 강국, 강대국, 지역 강국, 중간 강국 및 약소국이 포함된다. 거의 절대적인 힘을 가진 국가나 동맹의 경우 초강대국이라는 용어가 사용된다.
과제의 어려움과 권력의 다차원적 성격에도 불구하고 국가의 권력을 통계적 지표에 기초한 객관적인 순위와 지표로 표현하려는 시도가 여러 차례 있었다.

## 같이 보기
- 힘 (국제 관계)
- 국가 역량 종합 지수